# 相浦明
相浦 明（あいうら あきら、1946年11月25日 - ）は、日本の経営者。

## 経歴
愛知県名古屋市出身。1969年に同志社大学文学部を卒業し、1974年にオービックに入社。
1993年に取締役に就任し、1999年6月に常務、2002年4月に専務を経て、2003年4月に社長に就任した。2006年2月を以って、社長を退任。